# Lista de jogos mais vendidos para Nintendo Switch
Essa é uma lista de jogos eletrônicos para o Nintendo Switch que ultrapassaram a marca de um milhão de cópias vendidas. Já que a Nintendo divulga as vendas de seus videogames a cada trimestre enquanto a maior parte das outras publicadoras não divide seus números de venda por console, esta lista consiste principalmente de jogos publicados pela Nintendo.
O Nintendo Switch, um console híbrido, foi lançado mundialmente em 3 de março de 2017. Até o final de 2017, ele já tinha ultrapassado as vendas totais do Wii U, seu console antecessor. Em setembro de 2019, a Nintendo lançou o Nintendo Switch Lite, versão exclusivamente portátil da plataforma. Até o final de 2020, a família Nintendo Switch já tinha ultrapassado as vendas totais do Nintendo 3DS, seu antecessor portátil, com quase 80 milhões de unidades vendidas. Até 30 de junho de 2023, mais de 125 milhões de consoles Nintendo Switch tinham sido vendidos.
As vendas de software do Nintendo Switch têm sido impulsionadas por novos lançamentos e vendas consistentes de títulos mais antigos. Super Mario Odyssey foi o jogo mais vendido de 2017 com 9 milhões de unidades vendidas. Super Smash Bros. Ultimate foi o jogo mais vendido de 2018 com 12 milhões de unidades vendidas. Pokémon Sword e Shield foram os jogos mais vendidos de 2019 com 16 milhões de unidades vendidas. Animal Crossing: New Horizons foi o jogo mais vendido de 2020 com 31 milhões de unidades vendidas. Apesar dessas estatísticas, Mario Kart 8 Deluxe é o jogo mais vendido para o console desde março de 2022.
Até 30 de junho, mais de 1,08 bilhão de unidades de jogos foram vendidas para o Switch.

## Lista
| Nº | Jogo                                               | Total de cópias vendidas | Contabilizado até      | Data de lançamento      | Gênero(s)               | Desenvolvedora(s)              | Publicadora(s)                       |
| -- | -------------------------------------------------- | ------------------------ | ---------------------- | ----------------------- | ----------------------- | ------------------------------ | ------------------------------------ |
| 1  | Mario Kart 8 Deluxe                                | 68,86 milhões            | 30 de junho de 2025    | 28 de abril de 2017     | Corrida                 | Nintendo EPD                   | Nintendo                             |
| 2  | Animal Crossing: New Horizons                      | 48,19 milhões            | 30 de junho de 2025    | 20 de março de 2020     | Simulação               | Nintendo EPD                   | Nintendo                             |
| 3  | Super Smash Bros. Ultimate                         | 36,55 milhões            | 30 de junho de 2025    | 7 de dezembro de 2018   | Luta                    | Bandai Namco Studios Sora Ltd. | Nintendo                             |
| 4  | The Legend of Zelda: Breath of the Wild            | 33,04 milhões            | 30 de junho de 2025    | 3 de março de 2017      | Ação-aventura           | Nintendo EPD                   | Nintendo                             |
| 5  | Super Mario Odyssey                                | 29,50 milhões            | 30 de junho de 2025    | 27 de outubro de 2017   | Plataforma              | Nintendo EPD                   | Nintendo                             |
| 6  | Pokémon Scarlet e Violet                           | 27,15 milhões            | 30 de junho de 2025    | 18 de novembro de 2022  | RPG                     | Game Freak                     | The Pokémon Company Nintendo         |
| 7  | Pokémon Sword e Shield                             | 26,84 milhões            | 30 de junho de 2025    | 15 de novembro de 2019  | RPG                     | Game Freak                     | The Pokémon Company Nintendo         |
| 8  | The Legend of Zelda: Tears of the Kingdom          | 21,93 millhões           | 30 de junho de 2025    | 12 de maio de 2023      | Ação-aventura           | Nintendo EPD                   | Nintendo                             |
| 9  | Super Mario Party                                  | 21,19 milhões            | 30 de junho de 2025    | 5 de outubro de 2018    | Party Game              | NDcube                         | Nintendo                             |
| 10 | New Super Mario Bros. U Deluxe                     | 18,36 milhões            | 30 de junho de 2025    | 11 de janeiro de 2019   | Plataforma              | Nintendo EPD                   | Nintendo                             |
| 11 | Nintendo Switch Sports                             | 16,38 milhões            | 31 de março de 2025    | 29 de abril de 2022     | Esportes                | Nintendo EPD                   | Nintendo                             |
| 12 | Super Mario Bros. Wonder                           | 16,03 milhões            | 31 de março de 2025    | 20 de outubro de 2023   | Plataforma              | Nintendo EPD                   | Nintendo                             |
| 13 | Ring Fit Adventure                                 | 15,38 milhões            | 31 de março de 2023    | 18 de outubro de 2019   | RPG exercício           | Nintendo EPD                   | Nintendo                             |
| 14 | Pokémon: Let's Go, Pikachu! e Let's Go, Eevee!     | 15,07 milhões            | 31 de dezembro de 2022 | 16 de novembro de 2018  | RPG                     | Game Freak                     | The Pokémon Company Nintendo         |
| 15 | Pokémon Brilliant Diamond e Shining Pearl          | 15,06 milhões            | 31 de março de 2022    | 19 de novembro de 2021  | RPG                     | ILCA                           | The Pokémon Company Nintendo         |
| 16 | Pokémon Legends: Arceus                            | 14,83 milhões            | 31 de março de 2023    | 28 de janeiro de 2022   | RPG                     | Game Freak                     | The Pokémon Company Nintendo         |
| 17 | Luigi's Mansion 3                                  | 14,25 milhões            | 31 de março de 2024    | 31 de outubro de 2019   | Ação-aventura           | Next Level Games               | Nintendo                             |
| 18 | Mario Party Superstars                             | 14 milhões               | 31 de março de 2025    | 29 de outubro de 2021   | Party Game              | NDCube                         | Nintendo                             |
| 19 | Splatoon 2                                         | 13,60 milhões            | 31 de dezembro de 2022 | 21 de julho de 2017     | Tiro em terceira pessoa | Nintendo EPD                   | Nintendo                             |
| 20 | Super Mario 3D World + Bowser's Fury               | 13,47 milhões            | 31 de março de 2024    | 12 de fevereiro de 2021 | Plataforma compilação   | Nintendo EPD                   | Nintendo                             |
| 21 | Splatoon 3                                         | 11,67 milhões            | 31 de março de 2023    | 9 de setembro de 2022   | Tiro em terceira pessoa | Nintendo EPD                   | Nintendo                             |
| 22 | Super Mario 3D All-Stars                           | 9,07 milhões             | 31 de dezembro de 2021 | 18 de setembro de 2020  | Plataforma              | Nintendo                       | Nintendo                             |
| 23 | Super Mario Maker 2                                | 8,42 milhões             | 31 de março de 2022    | 28 de junho de 2019     | Plataforma              | Nintendo EPD                   | Nintendo                             |
| 24 | Monster Hunter Rise                                | 8,09 milhões             | 31 de dezembro de 2021 | 26 de março de 2021     | RPG de ação             | Capcom                         | Capcom                               |
| 25 | Kirby and the Forgotten Land                       | 7,52 milhões             | 31 de março de 2023    | 25 de março de 2022     | Plataforma              | HAL Laboratory                 | Nintendo                             |
| 27 | The Legend of Zelda: Link's Awakening              | 6,46 milhões             | 31 de dezembro de 2021 | 20 de setembro de 2019  | Ação-aventura           | Grezzo                         | Nintendo                             |
| 28 | Minecraft                                          | 5,03 milhões             | 22 de outubro de 2022  | 11 de maio de 2017      | Sandbox                 | Mojang                         | Xbox Game Studios                    |
| 29 | Clubhouse Games: 51 Worldwide Classics             | 4,64 milhões             | 31 de março de 2022    | 5 de junho de 2020      | Jogo de Mesa            | NDcube                         | Nintendo                             |
| 30 | Donkey Kong Country: Tropical Freeze               | 4,62 milhões             | 31 de dezembro de 2021 | 4 de maio de 2018       | Plataforma              | Retro Studios                  | Nintendo                             |
| 31 | Mario Tennis Aces                                  | 4,50 milhões             | 31 de dezembro de 2021 | 22 de junho de 2018     | Esportes                | Camelot Software Planning      | Nintendo                             |
| 32 | Kirby Star Allies                                  | 4,38 milhões             | 31 de dezembro de 2021 | 16 de março de 2018     | Plataforma              | HAL Laboratory                 | Nintendo                             |
| 33 | The Legend of Zelda: Skyward Sword HD              | 4,15 milhões             | 31 de março de 2022    | 16 de julho de 2021     | Ação-aventura           | Tantalus Media                 | Nintendo                             |
| 34 | Fire Emblem: Three Houses                          | 4,12 milhões             | 31 de dezembro de 2021 | 26 de julho de 2019     | RPG Tático              | Inteligent Systems             | Nintendo                             |
| 35 | Hyrule Warriors: Age of Calamity                   | 4 milhões                | 31 de março de 2021    | 20 de novembro de 2020  | Hack and slash          | Omega Force                    | - JAP: Koei Tecmo - AN/PAL: Nintendo |
| 36 | Momotaro Dentetsu: Showa, Heisei, Reiwa Mo Teiban! | 4 milhões                | 22 de março de 2022    | 19 de novembro de 2020  | Jogo de tabuleiro       | Konami                         | Konami                               |
| 37 | 1-2-Switch                                         | 3,74 milhões             | 31 de dezembro de 2019 | 3 de março de 2017      | Party Game              | Nintendo EPD                   | Nintendo                             |
| 38 | Paper Mario: The Origami King                      | 3,47 milhões             | 31 de dezembro de 2021 | 17 de julho de 2020     | RPG ação-aventura       | Intelligent Systems            | Nintendo                             |
| 39 | Yoshi's Crafted World                              | 3,35 milhões             | 31 de dezembro de 2021 | 29 de março de 2019     | Plataforma              | Good-Feel                      | Nintendo                             |
| 40 | Among Us                                           | 3,20 milhões             | 31 de dezembro de 2020 | 15 de dezembro de 2020  | Party Game              | Innersloth                     | Innersloth                           |
| 41 | Metroid Dread                                      | 3,07 milhões             | 31 de março de 2021    | 08 de outubro de 2021   | Ação-aventura           | MercurySteam                   | Nintendo                             |
| 42 | New Pokémon Snap                                   | 2,74 milhões             | 15 de maio de 2022     | 30 de abril de 2021     | Fotografia              | Bandai Namco Studios           | Nintendo                             |
| 43 | Arms                                               | 2,72 milhões             | 31 de dezembro de 2022 | 16 de junho de 2017     | Luta                    | Nintendo EPD                   | Nintendo                             |
| 44 | Xenoblade Chronicles 2                             | 2,70 milhões             | 31 de dezembro de 2022 | 1 de dezembro de 2017   | RPG de ação             | Monolith Soft                  | Nintendo                             |
| 45 | Mario Strikers: Battle League                      | 2,54 milhões             | 31 de março de 2023    | 10 de junho de 2022     | Esporte                 | Next Level Games               | Nintendo                             |